# 冲锋报
冲锋报（德語：Der Stürmer）是自1923年起由德国纳粹党弗兰肯大区长官尤利乌斯·施特莱彻创办的政治宣传小报，具有强烈的反犹太倾向，是纳粹宣传的重要一环。不过，该报不是纳粹党官方报纸，而是施特莱彻私人所有，因此没有纳粹党标志。早在1933年，施特莱彻就曾在该报上呼吁对犹太人进行种族灭绝。1937年该报发行量达到38万6000份。战后，施特莱彻在纽伦堡审判中被判反人类罪并受绞刑。

### 引用
1. ↑  Koonz, p. 228
2. ↑  .   [2022-10-30]. （原始内容存档于2016-04-21）.